# Okratek czerwony

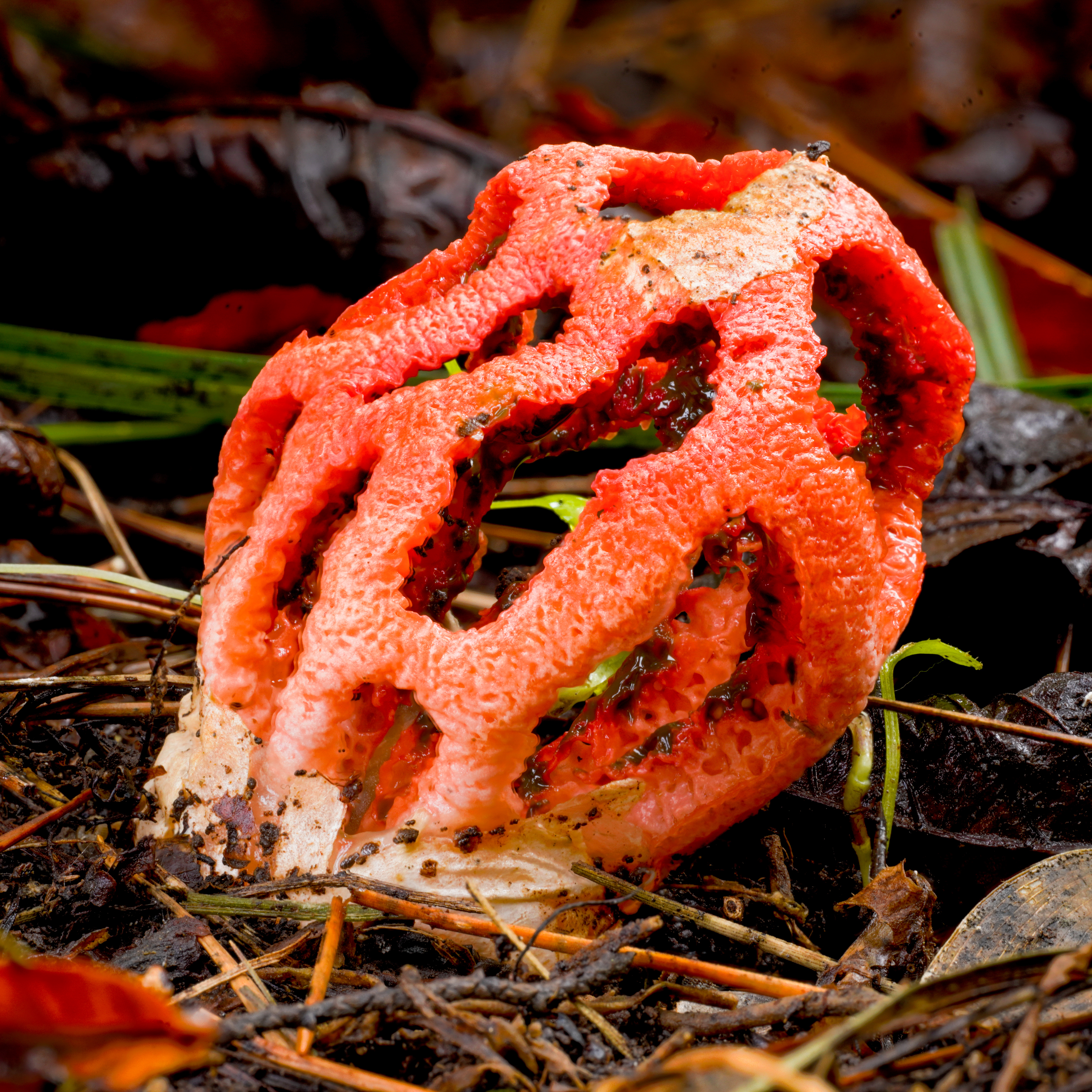

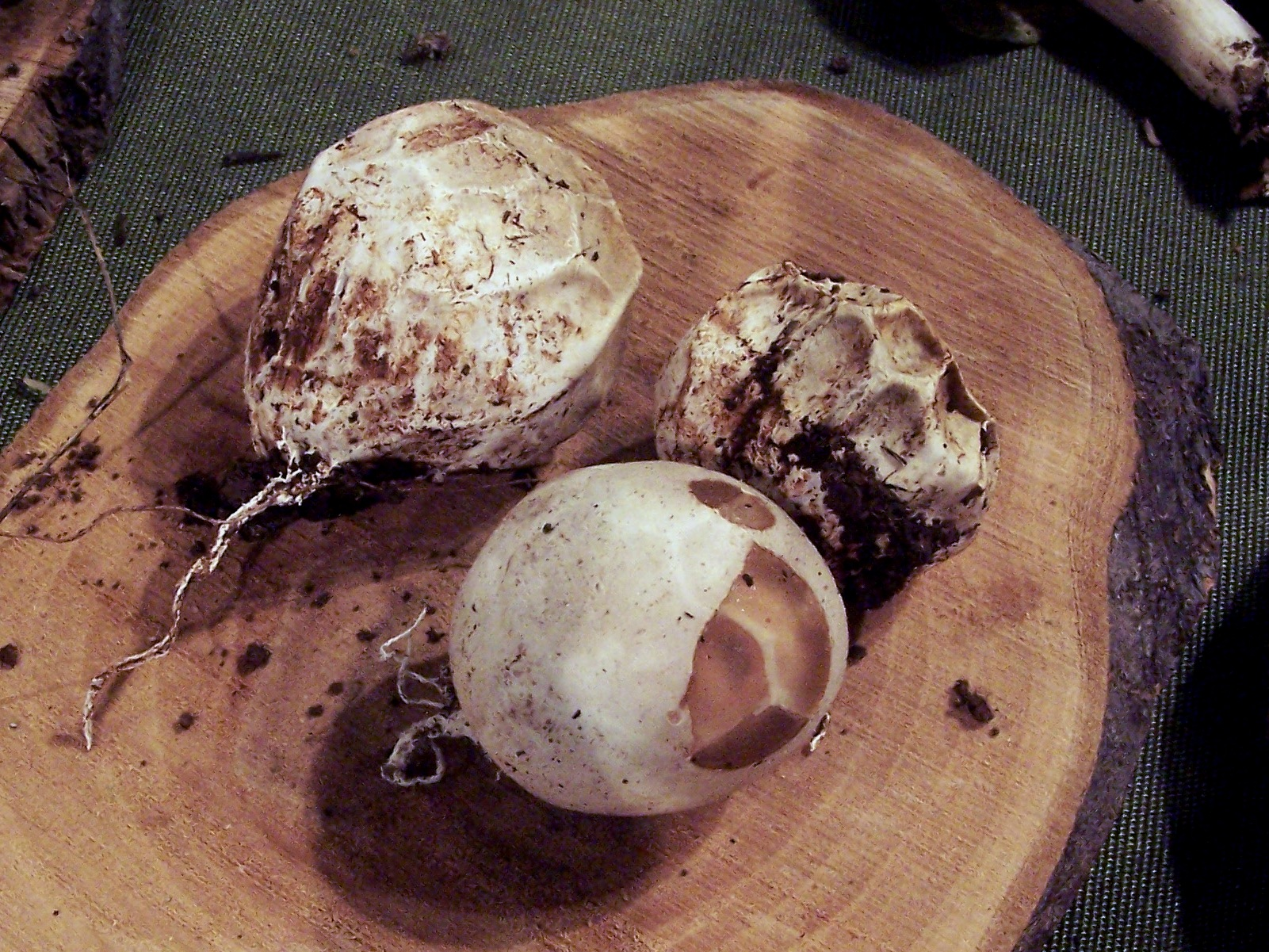
Niedojrzałe, kuliste owocniki okratka czerwonego

Okratek czerwony (Clathrus ruber Mich. ex Pers.) – gatunek grzybów z rodziny sromotnikowatych (Phallaceae).

## Systematyka i nazewnictwo
Pozycja w klasyfikacji według Index Fungorum: Clathrus, Phallaceae, Phallales, Phallomycetidae, Agaricomycetes, Agaricomycotina, Basidiomycota, Fungi.
Po raz pierwszy opisali go Pier Antonio Micheli iChristiaan Hendrik Persoon w 1801 roku. Nazwę polską podał Feliks Teodorowicz w 1939 r.

## Morfologia
Owocnik
Kulisty, otwarty, mający postać czerwonej kraty z dużymi oczkami. Wydziela bardzo nieprzyjemny zapach zwabiający owady.
Zarodniki
Gładkie, owalno-eliptyczne, o wymiarach 4–6 × 1,5–2,5 μm.

## Występowanie
Przypuszczalnie pierwotnie występował w obszarze basenu Morza Śródziemnego i południowej Francji. Został zawleczony do wielu krajów. W Wielkiej Brytanii znajdowany od połowy XIX wieku. W Polsce pierwszy okaz znaleziono na Cmentarzu Centralnym w Szczecinie w latach 80. Występuje w Stanach Zjednoczonych, skąd pochodzi podobny gatunek Clathrus crispus. Znany jest z Australazji, Wysp Kanaryjskich, Karaibów, Azorów, Kanady, Meksyku, Japonii. Na Ukrainie ma status gatunku chronionego i umieszczony jest w Czerwonej Księdze.

## Znaczenie
Filatelistyka
Poczta Polska wyemitowała 30 czerwca 1980 r. znaczek pocztowy przedstawiający okratka czerwonego o nominale 2 zł, w serii Grzyby niejadalne pod ochroną. Wydrukowano 9 550 000 szt., techniką rotograwiury, na papierze kredowym. Autorem projektu znaczka był prof. Alojzy Balcerzak. Cała seria pozostawała w obiegu do 31 grudnia 1994 roku.